# Zofia Ejsmond
Zofia Ejsmond, imię zakonne: Filomena (ur. ok. 1903/1904 – zm. 25 lutego 1993) – członkini zgromadzenia Sióstr Dominikanek w Moskwie (założonego w 1918 ), córka Władysława Ejsmonta.

## Życiorys
Urodziła się ok. 1900, w rodzinie szlacheckiej. Ukończyła gimnazjum w Moskwie, a następnie rozpoczęła studia w Konserwatorium Moskiewskim. Naukę przerwała i latem 1923 wstąpiła do Zgromadzenia Dominikanek. Już 8 marca 1924 została aresztowana przez OGPU w tzw. Sprawie katolików. 19 maja 1924 została skazana na 3 lata zsyłki do Obdorska w Kraju Narymskim. Żywiono się głównie mrożoną rybą, jedzoną na surowo. Pierwszy rok mieszkała sama u bogatego rybaka, mającego liczną rodzinę. Wraz z siostrą Magdaleną Komarowską nawróciły kilka rodzin rybackich na katolicyzm. Pracowała tam jako maszynistka w kantorze. Uwolniona 9 maja 1927 z ograniczeniem przemieszczania się na 3 lata. Zamieszkała w Krasnodarze, gdzie utrzymywała się z lekcji muzyki. 22 lipca 1929 złożyła śluby wieczyste i przyjęła imię zakonne Filomena. Jesienią 1930 wyjechała do Odessy, a następnie do Smoleńska. W 1931 wróciła do Moskwy i zatrudniła się w banku jako maszynistka. W marcu 1933 wyjechała do Riazania. Tam też 15 sierpnia tegoż roku została aresztowana i przewieziona do Moskwy, gdzie poddano ją śledztwu w kolejnej sprawie przeciwko katolikom. 16 listopada 1933 jedna z sióstr W. A. Chmielewa zeznała: „Główną cechą Zofii W. Ejsmont jest żarliwość w ratowaniu dusz. Jest bardzo aktywna, żywa i kocha wszystkie siostry”.
9 lutego 1934 została skazana na 8 lat łagru. Początkowo (od 1 czerwca 1934) osadzono ją na terenie Bamłagu w Swobodnym w obecnym obwodzie Amurskim. 2 lutego 1935 przeniesiono ją do Uchtpieczłagu, a w 1938 do Workutłagu. Zwolniona 23 czerwca 1942 z ograniczeniem na 3 lata przesiedlania się. Osiadła wtedy w obwodzie kujbyszewskim. W 1943 zamieszkała w Uralsku w zachodnim Kazachstanie. W marcu 1947 przeniosła się do Małojarosławca w obwodzie kałuskim, a już w kwietniu zamieszkała w Kałudze.
Ponownie aresztowana 30 listopada 1948 w kolejnej fali represji wobec katolików rosyjskich. 17 sierpnia 1949 skazana ma 10 lat łagru. Tym razem wysłana do Tajszetłagu, a następnie do Angrałagu w obwodzie irkuckim. Zwolniona przedterminowo 3 listopada 1954 i zesłana do Kazachstanu. Ostatecznie zwolniona 26 maja 1956.
Po zwolnieniu wyjechała do miasteczka Mejszagoła na Litwie, do Zgromadzenia Dominikanek, a następnie wraz z siostrami przeniosła się do Wilna, gdzie doczekała upadku Związku Sowieckiego i niepodległości Litwy. Zmarła w Wilnie 25 lutego 1993.